# Micropanchax camerunensis
Micropanchax camerunensis, es una especie de pez actinopeterigio de agua dulce, de la familia de los poecílidos.
Peces de pequeño tamaño con una  longitud máxima descrita de solo 3 cm, se comercializan para acuariofilia pero son muy difíciles de mantener en acuario.

## Distribución y hábitat
Se distribuye por ríos de la vertiente atlántica de África, por la cabecera y tramo medio del río Nyong, cabecera del río Dja y cabecera del río Sangha, en Camerún y Guinea Ecuatorial, probablemente también en el norte de Gabón. Habita en los arroyos de la selva y los pantanos en las llanuras interiores.